# Cimetière militaire polonais de Grainville-Langannerie
Le cimetière militaire polonais d’Urville, ou de Grainville-Langannerie, est un cimetière militaire de la Seconde Guerre mondiale, situé sur le territoire de la commune d'Urville, dans le département du Calvados, en Normandie. C'est la seule nécropole polonaise de la Seconde Guerre mondiale en France.

## Caractéristiques
Le cimetière est situé sur le territoire de la commune d'Urville, mais à proximité du bourg de Grainville-Langannerie (en bordure de la RN 158, sortie Grainville-Langannerie). 

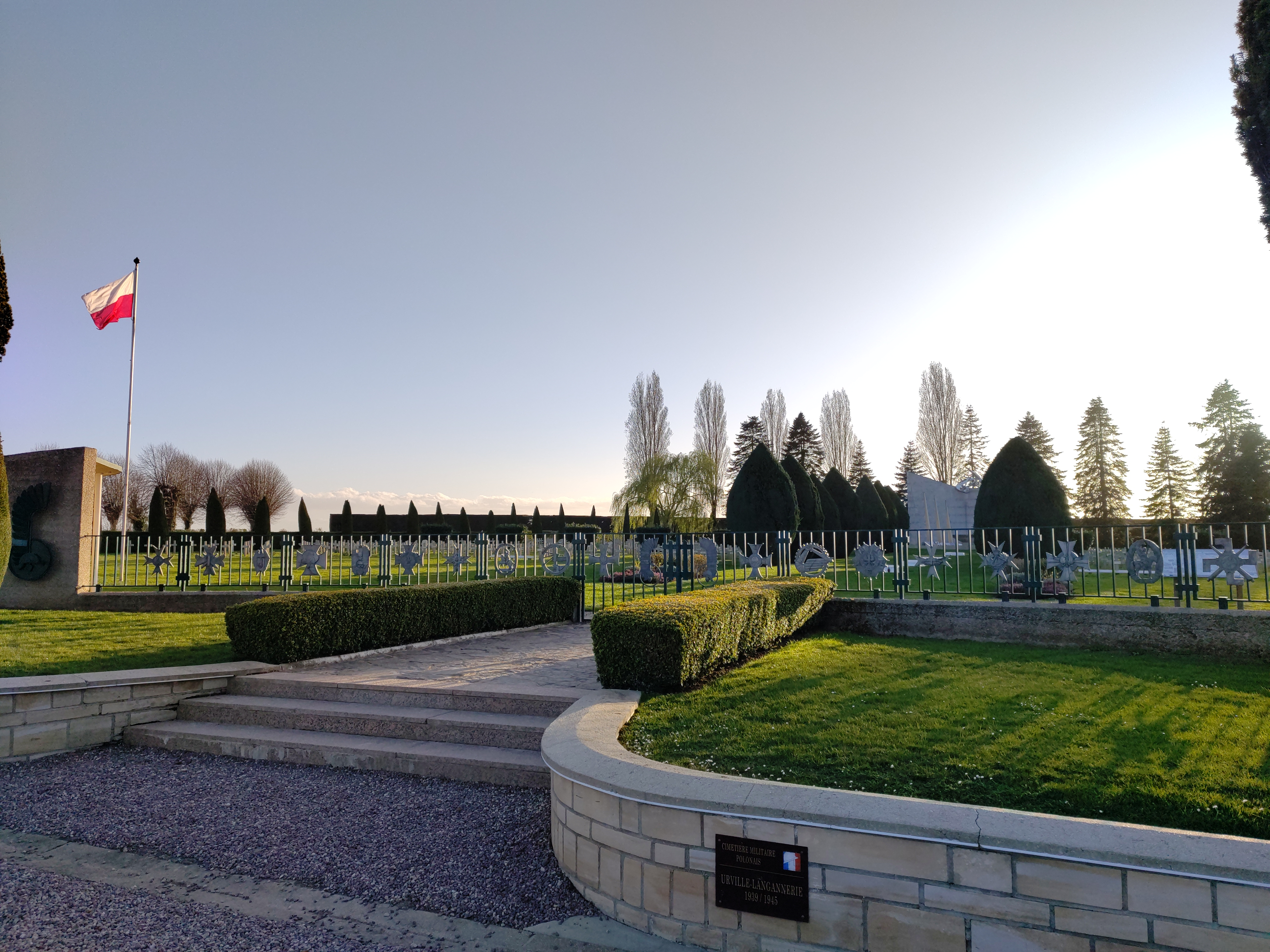
Vue de la clôture à l'entrée du cimetière sur laquelle sont fixés les emblèmes des unités polonaises qui ont combattu en Normandie

Il a été inauguré en 1954 en présence des généraux polonais Maczek et Anders ; il a été édifié grâce à une souscription publique, en reconnaissance de la France aux combattants polonais. Son entretien aujourd'hui est assumé par l'Etat français.
696 tombes sont disposées autour d’un grand monument en forme de V, surmonté d’une sculpture en aluminium symbolisant l’aigle polonaise. Il s’agit essentiellement d’hommes de la 1re division blindée du général Maczek, engagée en août 1944 dans la bataille de Normandie et, notamment, dans la bataille pour la poche de Falaise. On y trouve également des soldats ou aviateurs polonais tombés ailleurs en France au cours des combats de la Libération.

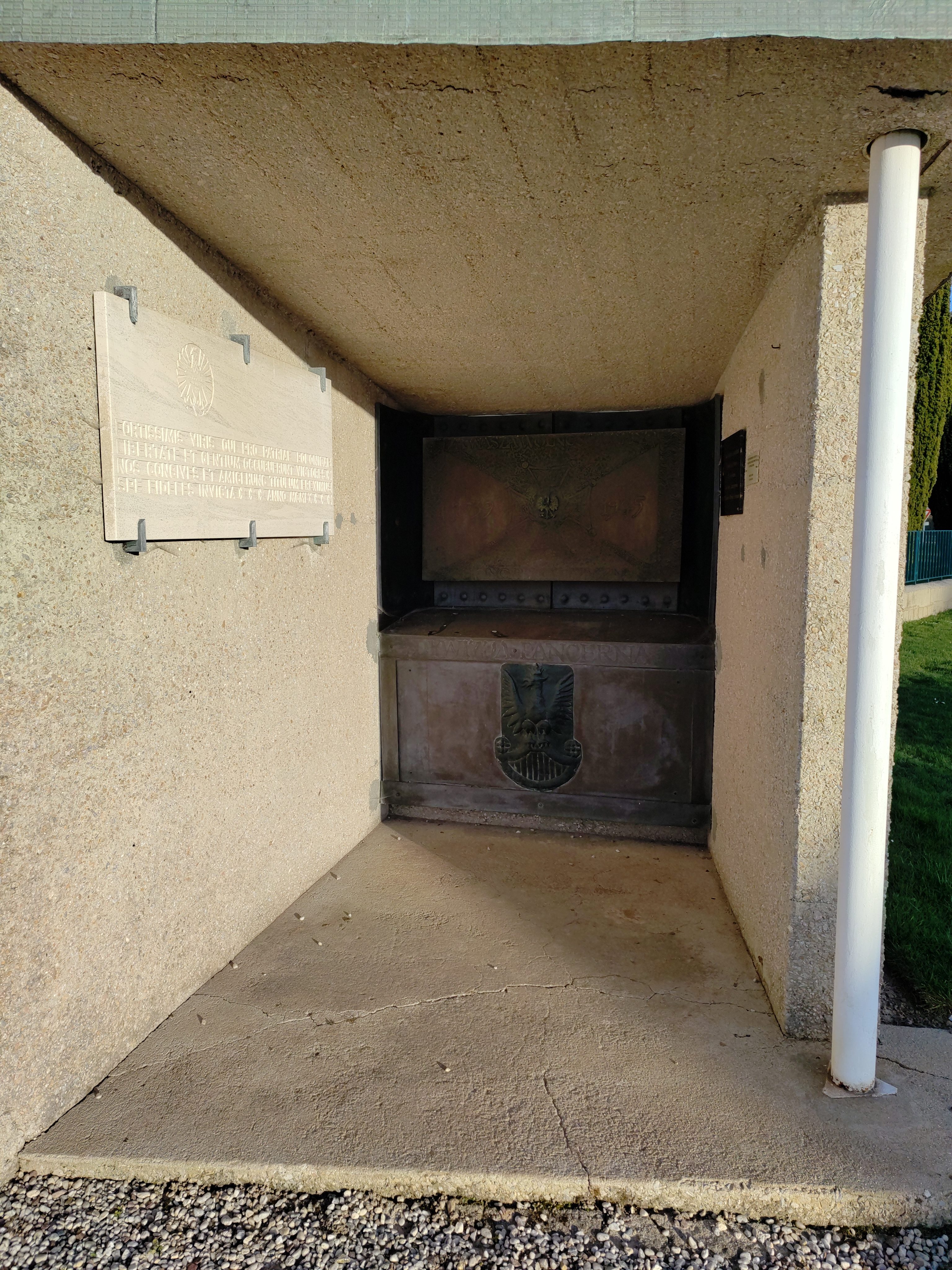
Maison du visiteur à gauche de l'entrée du cimetière

Sur la grille de clôture sont fixés les emblèmes des unités polonaises qui ont combattu en Normandie ; ils sont l’œuvre de M. Léon Majewski, ancien de la 1re Division Blindée polonaise. 
À gauche de l’entrée, dans la Maison du visiteur, on peut consulter le registre des sépultures.
Le mémorial de Montormel, situé très exactement au sommet de la cote 262, là où s'est fermée la poche de Falaise, le 21 août 1944, retrace l’histoire de cette bataille et en particulier cet épisode héroïque où  la 1re division blindée polonaise du général Maczek a résisté, du 19 au 22 août 1944, à la pression des Allemands et a permis aux forces alliées d'emporter la victoire. Le site est appelé Maczuga par les Polonais.